# Paul Clemen
Paul Clemen, född 31 oktober 1861, död 8 juli 1947, var en tysk konsthistoriker. Han var bror till Carl Clemen och Otto Clemen.
Paul Clemen blev 1899 professor vid konstakademin i Düsseldorf, och 1902 vid universitetet i Bonn, där han skapade ett centrum för rhenländsk konstforskning. Sedan 1891 utgav han Kunstdenkmäler der Rheinprovinz och skrev vidare bland annat det stort anlagda arbetet Die romantische Monumentalmalerei in den Rheinlanden (1915). Clemen ledde från 1923 organisationen för tysk konstvård.